# Pionerske, Kroleveț
Pionerske (în ucraineană Піонерське) este un sat în comuna Hrecikîne din raionul Kroleveț, regiunea Sumî, Ucraina.